# Никольское (Покровский район)
Никольское — деревня в Покровском районе Орловской области.
Входит в состав Топковского сельского поселения.

## География
Расположена вдоль реки Дегтярка, на западе граничит с деревней Кромская, с которой соединена просёлочной дорогой. На востоке граничит с деревней Александровка. Через Никольское проходит автомобильная дорога.
Территория деревни на левом берегу Дегтярки носит название Заречка.

### Улицы
- ул. Весёлая
- ул. Гринева
- ул. Дубинина
- ул. Центральная

## Население
| 2002 | 2010 |
| ---- | ---- |
| 168  | ↘166 |